# Garze (Bleckede)
Garze ist ein Ortsteil der Stadt Bleckede in Niedersachsen.

## Geographie
Der Ort liegt zwei Kilometer nordwestlich von Bleckede und westlich der Elbe.

## Geschichte
In Garze stand seit der Mitte des 15. Jahrhunderts ein befestigter Sitz der Herren von dem Berge. Nach deren Aussterben 1623 ist das Lehen durch die Herzöge von Braunschweig-Lüneburg eingezogen worden und die Burg wurde der Sitz des Amtes Garze. Nach der Auflösung des Amtes 1742 wurde das Amtshaus schließlich 1817 abgebrochen.
Für das Jahr 1848 wird angegeben, dass Garze 26 Wohngebäude hatte, in denen 223 Einwohner lebten. Zu der Zeit war der Ort nach Bleckede eingepfarrt, die Schule befand sich im Ort. Ab 1895 war Garze an die Bleckeder Kreisbahn angeschlossen.
Am 1. Dezember 1910 hatte Garze im Kreis Bleckede 236 Einwohner. Bei der Volkszählung vom 13. September 1950 ergab sich, dass im Ort 345 Einwohner in 94 Haushalten lebten. Am 1. März 1974 wurde Garze nach Bleckede eingemeindet.